# Chappaqua
Chappaqua és una pel·lícula franco-americana de i amb Conrad Rooks estrenada el 1966. És un film emblemàtic de la generació beat.
Narra les aventures d'un jonqui afortunat que intenta desintoxicar-se en una clínica francesa en un castell barroc on desvela a un metge, dr Benoit. Li parla de la seva joventut, somnis, ideals i anhels. L'argument no segueix cap fil lògic o cronològic, és més aviat una juxtaposició de seqüències dissoltes arreu al món: Nova York, París, Sri Lanka, Mèxic, Índia…. El film va dividir el públic: va fascinar els uns i avorrir els altres.
Chappaqua és una pel·lícula autobiogràfica, finançada pel seu autor. S'hi troben (entre altres) William Burroughs, Ravi Shankar i Allen Ginsberg. Realitzades per Robert Franck, les imatges en blanc i negre barregen hàbilment al·lucinacions i realisme cru. Aquesta pel·lícula ha rebut el premi especial del jurat al Festival Internacional de Cinema de Venècia el 1966.

## Repartiment
- Jean-Louis Barrault: Dr. Benoit
- Conrad Rooks: Russel Harwick
- William S. Burroughs: Opium Jones
- Allen Ginsberg: Messie
- Ravi Shankar: Déu del Sol
- Paula Pritchett: Water Woman
- Ornette Coleman: Peyote Eater
- Swami Satchidananda: El Guru
- Moondog: El profeta
- Ed Sanders: The Fugs
- Rita Renoir
- Jacques Seiler
- Peter Orlovsky
- Pascal Aubier
- The Fugs: ells mateixos
- Hervé Villechaize: Little Person

## Premis i nominacions
- Gran Premi del Jurat al Festival Internacional de Cinema de Venècia de 1966

- Candidat al Lleó d'Or al Festival Internacional de Cinema de Venècia de 1966, però va ser el film La Battaglia di Algeri de Gillo Pontecorvo que va guanyar.[7]